# Numa Auguez
Scènes principales
Opéra de Paris
Florentin Antinoüs Numa Auguez né le 31 janvier 1847 à Saleux (Somme) et mort le 27 janvier 1903 à Paris, est un chanteur baryton et professeur au Conservatoire national de musique.

## Biographie
Après avoir été employé de commerce pendant deux ans dans la capitale, Numa Auguez est admis en 1867 au Conservatoire de Paris où il obtient un premier accessit au concours d'opéra et un deuxième accessit au concours de chant en juillet 1869. Ses débuts sur scène sont brusquement interrompus par la déclaration de guerre de 1870 où il s'engage et où il va se distinguer notamment dans la bataille d'Epernay. La guerre terminée, il reprend des cours au Conservatoire pendant une année supplémentaire avant d'être engagé à l'Opéra de Paris. 
Pendant neuf ans de 1873 à 1882, il va faire partie de la troupe de l'Opéra-Garnier. Puis il quitte Paris pour aller se produire à Rome en Italie et à Anvers en Belgique entre 1883 et 1884. À son retour en France, il est engagé par les concerts Colonne, d'Harcourt et Lamoureux ainsi que par le Conservatoire où il obtient ses plus grands succès.
Veuf de Blanche Bourgeat, iI épouse en février 1893 Marie-Berthe de Montalant (1865-1937), une artiste lyrique et professeur de chant qui va désormais se produire sous le nom de Berthe Auguez de Montalant. 
Numa Auguez quitte les scènes lyriques en 1899 et se consacre désormais à l'enseignement du chant au Conservatoire et à l'École Niedermeyer de Paris.
Mort à 55 ans des suites d'une longue maladie, Numa Auguez est enterré dans son village natal après des obsèques en l'église Saint-Augustin de Paris

## Distinctions
- Médaille militaire au titre d'ancien combattant volontaire de la guerre de 1870-1871[6]
- Officier d'académie (1891)
- Officier de l'Instruction publique (1898).

## Sources
- Le nouvel Opéra : le monument, les artistes par X.Y.Z., Paris, Michel Lévy frères, 1875
- Dictionnaire du monde artistique
- Alphonse d’Alais, « Nos biographies : Numa Auguez », La gazette artististique, no 6,‎ 1998, p. 2 (lire en ligne, consulté le 28 février 2021), lire en ligne sur Gallica
- Journal de Rouen, 29 janvier 1903